# 大生院村
大生院村（おおじょういんむら）は愛媛県東予地方の新居郡にあった村である。

## 地理
かつては新居浜市大生院は元より西条市飯岡地区や加茂川付近までの広域に及んでいた。現在の大生院校区は新居浜市の南西部に位置しており、東は新居浜市萩生、西は西条市飯岡地区と隣接している。
山
黒森山、伊豫三名山（かつては広大な面積を誇っていた事などから小松藩や大生院村の郷土史において笹ヶ峰、瓶ヶ森、石鎚山など“伊豫三名山の山麓”と記述されている場合もある。）
河川
渦井川 - 村内を北流した後、西条市域に流れ込んでいる。
村名の由来
村内にある石鉄山往生院正法寺に由来。「往生院村」として始まり、後に「大生院村」の字が充てられるようになった。

## 歴史
古代
- 応神天皇は之を大和朝津間腋上や山背太秦の地に置いて仁徳天皇の御代に諸国へ分置した。この際、大生院の地にも秦氏などの豪族が来住し、この地の発展に大きく貢献したとされている。
- 奈良朝末期から平安初期にかけて天皇家にゆかりのある山背国（現在の京都市）の一族により七堂伽藍寺院や祇園社が創建されるなど、この地域（神野郡・新居郡）の礎が築かれた[1]。

江戸時代
- 隣接する萩生村と合わせて小松藩領となる。

明治以降
- 1921年（大正10年）　国鉄予讃線中萩停車場設置される。

### 沿革
- 1889年（明治22年） - 町村制施行により新居郡大生院が、新居郡大生院村として発足。岸影（きしかげ）に役場をおく。
- 1955年（昭和30年） - 泉川町、中萩町、船木村とともに新居浜市に編入合併し、大生院村は自治体としては消滅した。
- 1956年（昭和31年） - 一部地域が西条市に区域変更した。同年12月までは西条市大字大生院としていたが、後に分割し、西条市大字市之川、大字大浜、大字早川、大字保野、大字丸野と改めた。
- 1994年（平成6年） - 愛媛県総合科学博物館がオープン。世界最大級のプラネタリウムが設置されており、自然・環境・生物・天文・産業・技術など、あらゆる科学の知識を学べる施設として年間約20万人が来館している。

```
大生院村の系譜
（町村制実施以前の村）（明治期）　　　　　　　　　　　（昭和の合併）　　　　　（平成の合併）
　　　　　　　　　　　町村制施行時
大生院━━━━━━大生院村━━━━━━━━━━━━━━━━━━┓
　　　　　　　　　　　　　　　　　　　　う　　　　　　　　　　┃
　　　　　　　　　泉川村━━━━━━━━泉川町━━━━━━━━┫昭和30年3月31日
　　　　　　　　　　　　　　　　　　　　　お　　　　　　　　　┃　編入
　　　　　　　　　中萩村━━━━━━━━━中萩町━━━━━━━┫
　　　　　　　　　船木村━━━━━━━━━━━━━━━━━━━┫
　　　　　　　　　　　　　あ　　　　い　　　　　　　　か　　　┃
　　　　　　　　　新居浜村━新居浜町┳新居浜市━━━━┳━━━┻┳━━┳━━━━┳現在に至る
　　　　　　　　　金子村━━━━━━┫　　      　　　┃　　　　┃　　┃　く　　┃
　　　　　　　　　高津村━━━━━━┛　        　　　┃　　　　き　　┃　　　　┃け
　　　　　　　　　大島村━━━━━━━━━━━━━━━┫　　境界変更　┃　　　　┃
　　　　　　　　　多喜浜村━━━━━━━━━━━━━━┫　　　　　　　┃　　　　┃
　　　　　　　　　神郷村━━━━━━━━━━━━━━━┫　　　　　　　┃　　　　┃
　　　　　　　　　垣生村━━━━━━━━━━━━━━━┛　　　　　　　┃　　　　┃
　　　　　　　　　　　　　　　　　　　　え　　　　　　　　　　　　　　┃　　　　┃
　　　　　　　　　角野村━━━━━━━━角野町━━━━━━━━━━━━┛　　　　┃
　　　　　　　　　　　　　　　　　　　　　　　　　　　　　　　　　　　　　　　　┃
　　　　　　　　　別子山村━━━━━━━━━━━━━━━━━━━━━━━━━━━┛

あ　明治41年1月1日　新居浜村が町制施行し新居浜町となる
い　昭和12年11月3日　新居浜町が金子村、高津村と合併、市制施行し新居浜市となる
う　昭和14年3月10日　泉川村が町制施行し、泉川町となる
え　昭和14年10月1日　角野村が町制施行し、角野町となる
お　昭和17年4月1日　中萩村が町制施行し、中萩町となる
か　昭和28年5月3日　新居浜市が、大島村、多喜浜村、神郷村、垣生村を編入
き　昭和31年9月28日　大生院の一部が西条市へ境界変更
く　昭和34年4月1日　新居浜市が、角野町を編入
け　平成15年4月1日　新居浜市が、宇摩郡別子山村を編入

（注記）大生院村以外の合併以前の系譜はそれぞれの市町村の記事を参照のこと。

```

## 地域
一村で発足したため、大字はなし。

## 教育
- 大生院小学校
- 大生院中学校

## 産業
市之川（現在は西条市の区域）に、輝安鉱（アンチモン）を産出する市之川鉱山があった。

## 名所
- 銚子の滝
- 渦井川
- 石鉄山往生院正法寺
- 愛媛県総合科学博物館

## 交通
国鉄予讃本線 中萩駅。